# 쿠노니아과
쿠노니아과(Cunoniaceae)는 괭이밥목에 속하는 속씨식물과의 하나이다. 남극권 식물상에 자생하는 26개 속, 350여 종의 목본 식물을 포함하고 있으며, 원산지는 오스트레일리아와 누벨칼레도니, 뉴기니섬, 뉴질랜드, 남아메리카 남부, 마스카렌스섬 그리고 아프리카 남부이다.
몇몇 속은 아주 특별한 지역, 하나 또는 이 그이상의 대륙에서만 발견된다. 예를 들어 쿠노니아속은 남아프리카와 누벨칼레도니에, 칼드쿨루비아속과 에우크리피아속은 오스트레일리아와 남아메리카 양쪽에서 발견된다. 칼드쿨루비아속은 또한 에콰도르의 북쪽 지역에서 필리핀까지 지역에, 그리고 Geissois속은 태평양의 피지에서 발견된다.
이 과는 나무와 관목 그리고 리아나로 이루어져 있으며, 대부분은 상록수지만 일부는 낙엽성 나무이다. 잎은 마주나기 또는 돌려나기를 하지만 드물게 어긋나기를 하며, 홑잎 또는 깃꼴홑잎이고 종종 뚜렷한 턱잎을 나기도 한다. 꽃은 4장 또는 5장(드물게 3장 또는 10장까지)의 꽃받침과 꽃잎이 난다. 열매는 통상적으로 일종의 나무 꼬투리에 싸여 있으며, 몇 개의 작은 씨가 들어 있다. 씨는 일종의 기름 내배유를 지니고 있다.
바우에라과(Baueraceae), 다비드소니아과(Davidsoniaceae), 에우크리피아과(Eucryphiaceae)는 이전에 별도의 과로 간주했으나 현재는 쿠노니아과로 분류하고 있다.

## 하위 속
| - Acrophyllum - Acsmithia - Aistopetalum - Anodopetalum - 바우에라속 (Bauera) - 칼드쿨루비아속 (Caldcluvia) - Callicoma - Calycomis - Ceratopetalum - Codia - 쿠노니아속 (Cunonia) - 다비드소니아속 (Davidsonia) - 에우크리피아속 (Eucryphia) | - Geissois - Gillbeea - Gumillea - Hooglandia - Lamanonia - Pancheria - Platylophus - Pseudoweinmannia - Pullea - Schizomeria - Spiraeanthemum - Vesselowskya - Weinmannia |

## 계통 분류
다음은 괭이밥목의 계통 분류이다.
|  | 콘나루스과 |
|  |            |
|  | 괭이밥과   |
|  |            |

|  | \| \| 브루넬리아과 \| \| \| \| \| \| 케팔로투스과 \| \| \| \| |
|  |                                                               |
|  | 담팔수과                                                      |
|  |                                                               |
|  | 브루넬리아과                                                  |
|  |                                                               |
|  | 케팔로투스과                                                  |
|  |                                                               |

|  | 브루넬리아과 |
|  |              |
|  | 케팔로투스과 |
|  |              |

|  | \| \| 브루넬리아과 \| \| \| \| \| \| 케팔로투스과 \| \| \| \| |
|  |                                                               |
|  | 담팔수과                                                      |
|  |                                                               |
|  | 브루넬리아과                                                  |
|  |                                                               |
|  | 케팔로투스과                                                  |
|  |                                                               |

|  | 브루넬리아과 |
|  |              |
|  | 케팔로투스과 |
|  |              |

|  | 콘나루스과 |
|  |            |
|  | 괭이밥과   |
|  |            |

|  | \| \| 브루넬리아과 \| \| \| \| \| \| 케팔로투스과 \| \| \| \| |
|  |                                                               |
|  | 담팔수과                                                      |
|  |                                                               |
|  | 브루넬리아과                                                  |
|  |                                                               |
|  | 케팔로투스과                                                  |
|  |                                                               |

|  | 브루넬리아과 |
|  |              |
|  | 케팔로투스과 |
|  |              |

|  | \| \| 브루넬리아과 \| \| \| \| \| \| 케팔로투스과 \| \| \| \| |
|  |                                                               |
|  | 담팔수과                                                      |
|  |                                                               |
|  | 브루넬리아과                                                  |
|  |                                                               |
|  | 케팔로투스과                                                  |
|  |                                                               |

|  | 브루넬리아과 |
|  |              |
|  | 케팔로투스과 |
|  |              |

|  | 콘나루스과 |
|  |            |
|  | 괭이밥과   |
|  |            |

|  | \| \| 브루넬리아과 \| \| \| \| \| \| 케팔로투스과 \| \| \| \| |
|  |                                                               |
|  | 담팔수과                                                      |
|  |                                                               |
|  | 브루넬리아과                                                  |
|  |                                                               |
|  | 케팔로투스과                                                  |
|  |                                                               |

|  | 브루넬리아과 |
|  |              |
|  | 케팔로투스과 |
|  |              |

|  | \| \| 브루넬리아과 \| \| \| \| \| \| 케팔로투스과 \| \| \| \| |
|  |                                                               |
|  | 담팔수과                                                      |
|  |                                                               |
|  | 브루넬리아과                                                  |
|  |                                                               |
|  | 케팔로투스과                                                  |
|  |                                                               |

|  | 브루넬리아과 |
|  |              |
|  | 케팔로투스과 |
|  |              |

|  | 콘나루스과 |
|  |            |
|  | 괭이밥과   |
|  |            |

|  | \| \| 브루넬리아과 \| \| \| \| \| \| 케팔로투스과 \| \| \| \| |
|  |                                                               |
|  | 담팔수과                                                      |
|  |                                                               |
|  | 브루넬리아과                                                  |
|  |                                                               |
|  | 케팔로투스과                                                  |
|  |                                                               |

|  | 브루넬리아과 |
|  |              |
|  | 케팔로투스과 |
|  |              |

|  | \| \| 브루넬리아과 \| \| \| \| \| \| 케팔로투스과 \| \| \| \| |
|  |                                                               |
|  | 담팔수과                                                      |
|  |                                                               |
|  | 브루넬리아과                                                  |
|  |                                                               |
|  | 케팔로투스과                                                  |
|  |                                                               |

|  | 브루넬리아과 |
|  |              |
|  | 케팔로투스과 |
|  |              |